# البوسطنيون
البوسطنيون (بالإنجليزية: The Bostonians)‏ هي رواية بقلم هنري جيمس، نشرت لأول مرة بشكل مسلسل في مجلة سينتوري بين عامي 1885-1886 ثم بشكل كتاب في عام 1886. تركز هذه التراجيديا الكوميدية على مثلث غريب من الشخصيات: باسل رانسوم، وهو سياسي محافظ من ولاية ميسيسيبي؛ أوليف تشانسيلور، قريبة رانسوم وناشطة نسوية من بوسطن؛ وفيرينا تارانت، وهي وهي امرأة شابة وجميلة، تعمل لدى أوليف في جمعيتها النسوية. تروي قصة الصراع بين رانسوم وأوليف لكسب ولاء فيرينا ومودتها، رغم أن الرواية تتضمن أيضا بانوراما واسعة من الناشطين السياسيين، والصحفيين، وغريبي الأطوار.

## روابط خارجية
- البوسطنيون على موقع الموسوعة البريطانية (الإنجليزية)